# Улица Космонавтов (Казань)
Космонавтов — улица в Советском районе города Казани (Татарстан). Названа в честь героев космоса.

## Расположение
Улица Космонавтов находится между Советской площадью и Аграрной улицей. Начинается от перекрестка с улицей Николая Ершова и Сибирским трактом и направляется на юго-восток.
Улица застроена многоэтажными домами и имеет гаражные комплексы. В большинстве домов на цокольных и первых этажах со стороны проезжей части улицы расположены многочисленные магазины, кафе и другие общественные заведения.

## История
Улица получила была названа решением исполкома Казгорсовета № 66 от 12 февраля 1964 года; ранее она являлась частью Мамадышского тракта.

## Здания и организации
- Управление по борьбе с правонарушениями в области охраны окружающей среды, МВД РТ
- Центральное территориальное управление Министерства экологии и природных ресурсов РТ
- Центральная специализированная инспекция аналитического контроля
- Лицей № 121, филиал Центра образования № 178
- Автошкола ГТО
- № 4 (торец) — сграффито «Космос» (авторы В. Сладков, Забирова, Матяшин).[3]
- № 6 (торец) — сграффито «Пусть всегда будет солнце» (авторы В. Сладков, Забирова, Матяшин).[3]
- № 10 — бывшее общежитие КНИИРЭ.[4]
- №№ 12, 14, 15, 16, 16а, 18, 20, 22, 24, 26, 28, 29а, 30, 32, 34, 36, 38, 40 — жилые дома КЭЧ Казанского района.[5][6]
- №№ 21, 23 — жилые дома Татарской республиканской базы «Росгалантерея».[7]
- № 29а — жилой дом ПО «Татмебель».[8]
- № 29б, 39 — жилые дома управления материально-технического снабжения Татарского района.[9][10]
- № 42 — жилой дом треста «Татвторсырьё».[11]
- №№ 47, 49 — жилые дома компрессорного завода.[12]

## Транспорт и транспортные потоки
- Автобус: 5, 33, 34, 52, 63, 69а, 71.

Остановки: Полёт, Космонавтов
Также на улице у Советской площади дислоцируются автобусы и микроавтобусы направляющиеся в восточные и юго-восточные регионы республики (Набережные Челны, Нижнекамск, Альметьевск и др.). Там же дислоцируются и частные извозчики. С целью разгрузки стихийной автобусной стоянки на Советской площади на Аграрной улице строится Восточный автовокзал.
Улица весьма загружена в часы пик и перед выходными, так как в неё сливается два потока с улицы Ершова и Сибирского тракта, а вышеописанная стихийная автостанция только усугубляет ситуацию.